# Mónica Baltodano
Baltodano  Marcenaro est un nom espagnol. Le premier nom de famille, en général paternel, est Baltodano ; le second, en général maternel, souvent omis, est Marcenaro.
Mónica Baltodano Marcenaro (León, 14 août 1954) est une guerrillera, révolutionnaire et femme politique nicaraguayenne qui participa à l'étape insurrectionnelle de l'offensive finale de 1978-1979 contre la dictature somoziste.
Elle est dirigeante du Mouvement pour le Sauvetage du Sandinisme (MRS) et députée de 2007 à 2011 à l'Assemblée nationale du Nicaragua.

## Biographie
Née le 14 août 1954 dans la ville de León. Elle est la troisième des dix enfants de Zulema Marcenaro et Roberto Baltodano, tous les deux d'origine prolétaire.
Elle étudie au collège Pureté de Marie à León, où elle passe l'équivalent du baccalauréat en 1971. Elle fait ensuite deux ans de biologie à l'Université nationale autonome du Nicaragua, études qu'elle abandonne lorsqu'elle passe à la clandestinité en 1974.
Par la suite, elle obtint une licence en sciences sociales et une maîtrise en droit municipal à l'Université de Barcelone, Espagne.
En 2002, elle publie un livre « Démocratiser la Démocratie. Le défi de la participation citoyenne ».
En février 2009, en commémoration du soixante-quinzième anniversaire de l'assassinat d’Augusto Sandino, elle sort un nouveau livre titré « Sandinisme, Pactes, Démocratie et Changement Révolutionnaire, Contributions à la Pensée Politique de la gauche nicaragüayenne ».
Comme spécialiste des thèmes municipaux et de la participation citoyenne, elle participe à de nombreux séminaires, ateliers et conférences, nationalement et internationalement.
Elle est mère de quatre enfants.

### Guerrillera
Son militantisme révolutionnaire commence à l'âge de 15 ans au cœur du mouvement étudiant, en 1969, alors qu'elle s'intègre à l'organisation de quartiers marginaux.
En 1974, elle passe à la lutte clandestine sandiniste, en tant que responsable politique-militaire urbaine dans le nord du pays.
En 1977, elle est emprisonnée et torturée. Libérée, elle intègre l'État Major du Front Interne qui dirigera l'Insurrection de Managua, le repli tactique vers Masaya, et la prise des villes de Jinotepe et de Granada.
Durant ces années de clandestinité, elle se cacha chez Mary et Felipe Barreda, qui seront finalement torturés et assassinés par les contre-révolutionnaires, les Contras, quelques années après.
À Granada, ses troupes entrèrent dans la ville à l'aube du 18 juillet 1979. Et, malgré sa forteresse imprenable, Fajardo[Qui ?], le colonel de la Garde bationale de Somoza, dut rendre les armes face à Baltodano.
En 1979, après la victoire populaire du 19 juillet, elle reçoit le titre honorifique de Commandante Guerrillera.

### Politique
En 1986, elle reçoit la médaille de l'Ordre Carlos Fonseca, la plus importante distinction attribuée par le FSLN aux personnalités nationales et des étrangères qui se sont faites remarquées lors de la lutte révolutionnaire.
Au cours de la gouvernance du FSLN, elle est désignée Vice-ministre de la Présidence et Ministre de affaires régionaux de 1982 à 1990. Elle est chargée du processus de décentralisation et du renforcement des communes nicaraguayennes, Loi des Communes.
En 1990, elle est élue conseillère à la Mairie de Managua et se distingue par sa lutte contre la corruption et le jugement de l'alors maire Arnoldo Alemán. Cette même année, elle est élue Présidente de la Fondation pour la promotion et le développement municipal.
En 1994, elle est élue à la direction nationale du FSLN comme responsable d'organisation.
En 1997, elle est élue députée de l'Assemblée nationale et rejeta le Pacte de Daniel Ortega, avec Arnoldo Alemán, ainsi que la droitisation et la corruption de son parti.
Du fait de ses positions critiques, elle est exclue de tous les organes du FSLN. Elle se consacre alors à impulser de nouveaux mouvements sociaux au Nicaragua, tout en maintenant une critique ouverte du néolibéralisme, des privatisations et des traités de libre échange CAFTA (TLC Canada-USA).
En 2005, elle intègre le Movimiento por el Rescate del Sandinismo (MRS) - une force alternative de gauche. Avec le parti MRS, elle participe aux élections avec, comme candidat à la présidence, Edmundo Jarquín, ex-fonctionnaire de la Banque interaméricaine de développement, et est élue députée en 2006 par le parti centre-gauche MRS. Cependant, Mónica Baltodano fait partie de l'opposition au gouvernement du FSLN, conjuguant dans un langage de gauche un activisme contre le gouvernement sandiniste qui l'amène à coïncider souvent avec les positions des partis de la droite du pays par rapport au gouvernement de Daniel Ortega.
Plus récemment, elle s'est consacré au renforcement de la social-démocratie au sein de la gauche au Nicaragua et à la formation politique idéologique des jeunes du mouvement. Quelques-uns ont été élus comme députés du parti libéral indépendant (PLI), d'autres dirigent des mouvements juvéniles anti-gouvernement, utilisant la lutte pacifique pour renverser le gouvernement de Daniel Ortega, inspirés entre autres par l'exemple d'Otpor et les révolutions de couleur. Elle est une des députées les plus beligerante - de l'aile progressiste de la gauche - à l’Assemblée nationale, le parlement unicameral nicaraguayen.